# Estádio Nacional do Zimpeto
Das Estádio do Zimpeto ist ein Mehrzweckstadion in Zimpeto, einem Vorort der mosambikanischen Hauptstadt Maputo. Der Bau des Stadions begann 2009 und dauerte bis 2011. Er wurde weitgehend von der chinesischen Regierung finanziert. Die hauptsächlich für Fußball genutzte Arena war das Hauptstadion der Panafrikanischen Spiele 2011.